# Underkalibrig ammunition
| Underkaliber |                      |
| --- | -------------------- |
| Underkalibrig drivspegelprojektil som fäller sin drivspegel Underkalibriga flänsprojektiler från andra världskriget Del av: Kaliberbunden ammunition Kaliberförhållande \| Underkaliber \| – kaliber < eldröret \| \| Fullkaliber \| – kaliber = eldröret \| \| Överkaliber \| – kaliber > eldröret \| |                      |
| Underkaliber | – kaliber < eldröret |
| Fullkaliber | – kaliber = eldröret |
| Överkaliber | – kaliber > eldröret |

Underkalibrig ammunition eller underkalibrerad ammunition (engelska: sub-caliber ammunition) är eldrörsammunition vars projektil har en diameter som är mindre än eldröret som den skjuts från, så kallad underkaliberprojektil (militär förkortning uprj). 
Principen används vanligen för att uppnå högre utgångshastighet jämförbart med fullkalibrig ammunition (såsom fullkaliberprojektil). Detta resulterar i både kortare bantid, vilket ger högre träffsannolikhet, såväl som högre terminalhastighet, vilket ger större genomslag hos pansarbrytande ammunition. Raka motsatsen till underkalibrerad ammunition är överkalibrerad ammunition.
Underkalibrig pansarammunition förekommer bland annat som kärnprojektil, så kallad underkaliberpansarprojektil (upprj), underkaliberkärnprojektil (ukprj) eller underkaliberkärnpansarprojektil (ukpprj), men även som pilprojektil.

## Beskrivning av underkaliber
Underkaliber används för att uppnå mycket högre projektilhastighet gentemot normalkalibrig ammunition genom att skjuta mindre lättare projektiler med samma drivladdningsvolym som används för normalkalibrig ammunition.
För att inte gå sönder av luftmotståndet eller vid anslag från mycket hög projektilhastighet består underkalibrig ammunition till viss del ofta av hårdmetall, till exempel projektilens kärna (se kärnprojektil) eller hela projektilen (se pilprojektil).
För att fylla ut eldrörets innerdiameter när underkalibrig ammunition färdas genom loppet används tillfälliga strukturer som omger projektilen och sedan försvinner vid eldrörets mynning. Den utfyllande tillfälliga strukturen gör att man får en stor yta som gaserna från drivladdningen kan verka mot, och därmed ge en hög utgångshastighet, medan projektilen själv har en mindre tvärsnittsyta, och därmed lägre luftmotstånd än motsvarande fullkalibrig projektil. Detta ger ökad utgångshastighet, räckvidd och genomslagsförmåga.
Två primära utformningar av tillfälliga strukturer finns för underkalibrig ammunition: fläns och drivspegel.

## Typer av underkalibrig ammunition

### Flänsprojektil
Flänsprojektil avser underkalibrig eldrörsammunition (vanligen av typen kärnprojektil) där projektilens ytterkropp försetts med ett antal flänsar för att fylla ut eldrörets innerdiameter. Flänsarna är gjorda av mjukare metall än kärnan och är konstruerade för att vika in sig mot projektilkroppen vid yttre tryck och på så sätt göra projektilen underkalibrig. Med flänsprincipen kan kalibern reduceras med ca 25%.

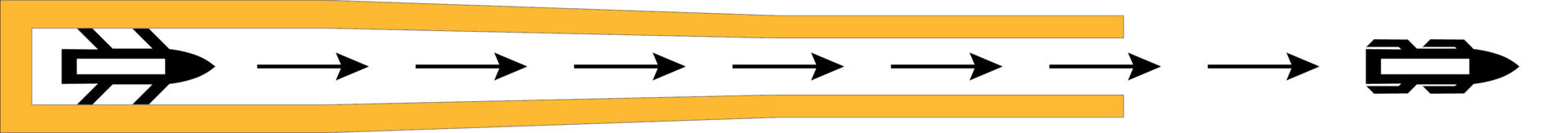
Funktion över flänsprojektil och trångborrat eldrör.

För att flänsarna ska vikas in mot projektilkroppen behöver en del av eldrörets lopp ha en förträngning mot mynningen, så kallad trångborrning eller mynningskon, vilket gör att flänsarna pressas in mot projektilkroppen när denna färdas genom loppet.
Eftersom projektilen pressas igenom eldröret skapas det mycket högt tryck, vilket ger projektilen mycket hög projektilhastighet. En nackdel med det höga trycket är dock att det ökar slitagehastigheten på eldrörets lopp och minskar dess livslängd gentemot vanliga eldrör. För att lösa detta kan man på konventionella eldrör, utan trångborrning, skruva fast så kallade mynningsförträngare på mynningen. Mynningsförträngare är ca 10 kaliber långa trångborrade eldrörsförlängare som snabbt och billigt kan bytas ut när de slits ut efter ett par hundra skott. Mynningsförträngare kommer dock med egna nackdelar. Bland annat är de ganska tunga och kan skapa problem vid höjdriktning. En annan nackdel är att de tar bort förmågan att skjuta konventionell fullkalibrig ammunition (som spränggranater) från kanonen de sitter monterad på, varav de kan behövas monteras av i strid vid behov av ammunitionsbyte.

### Drivspegelprojektil
Drivspegelprojektil avser underkalibrig eldrörsammunition där projektilens ytterkropp försetts med en drivspegel för att fylla ut eldrörets innerdiameter.  En drivspegel är en lössittande anordning som omger projektilen. Denna tar emot trycket från drivladdningen när patronen avfyras och driver projektilen genom loppet. Drivspegeln är uppdelad i delar och hålls enbart ihop av det omliggande eldröret under avfyrning. När projektilen lämnar mynningen på eldröret går drivspegeln i bitar och faller till marken. Drivspegeln utför inget nyttigt arbete när projektilen väl lämnat loppet och den benämns därför ibland parasitmassa. Den består av ett lättare material, som plast eller aluminium.

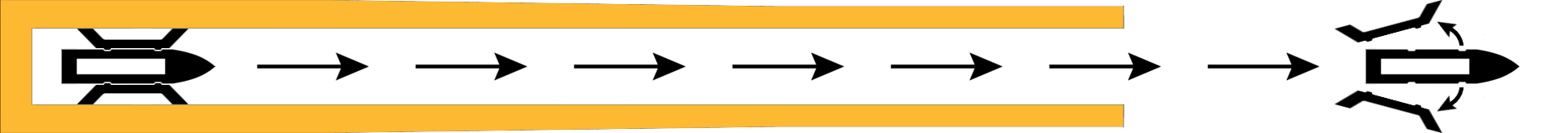
Funktion över drivspegelprojektil.

Drivspegelprojektiler kan vara antingen rotationsstabiliserade eller fenstabiliserade. Fenstabiliserade drivspegelprojektiler kallas vanligen för flechette om drivspegeln är finkalibrig (under 20 mm kaliber) och pilprojektil om drivspegeln är grovkalibrig (över 20 mm kaliber).
Med drivspegelprincipen kan kalibern reduceras med över 35% om projektilen är rotationsstabiliserad, eller över 80% om projektilen är fenstabiliserad. En fördel gentemot flänsprojektiler är att drivspegelprojektiler kan skjutas från vanliga kanoner så länge de inte har en trång mynningsbroms som kan fånga upp drivspegeln.

## Galleri

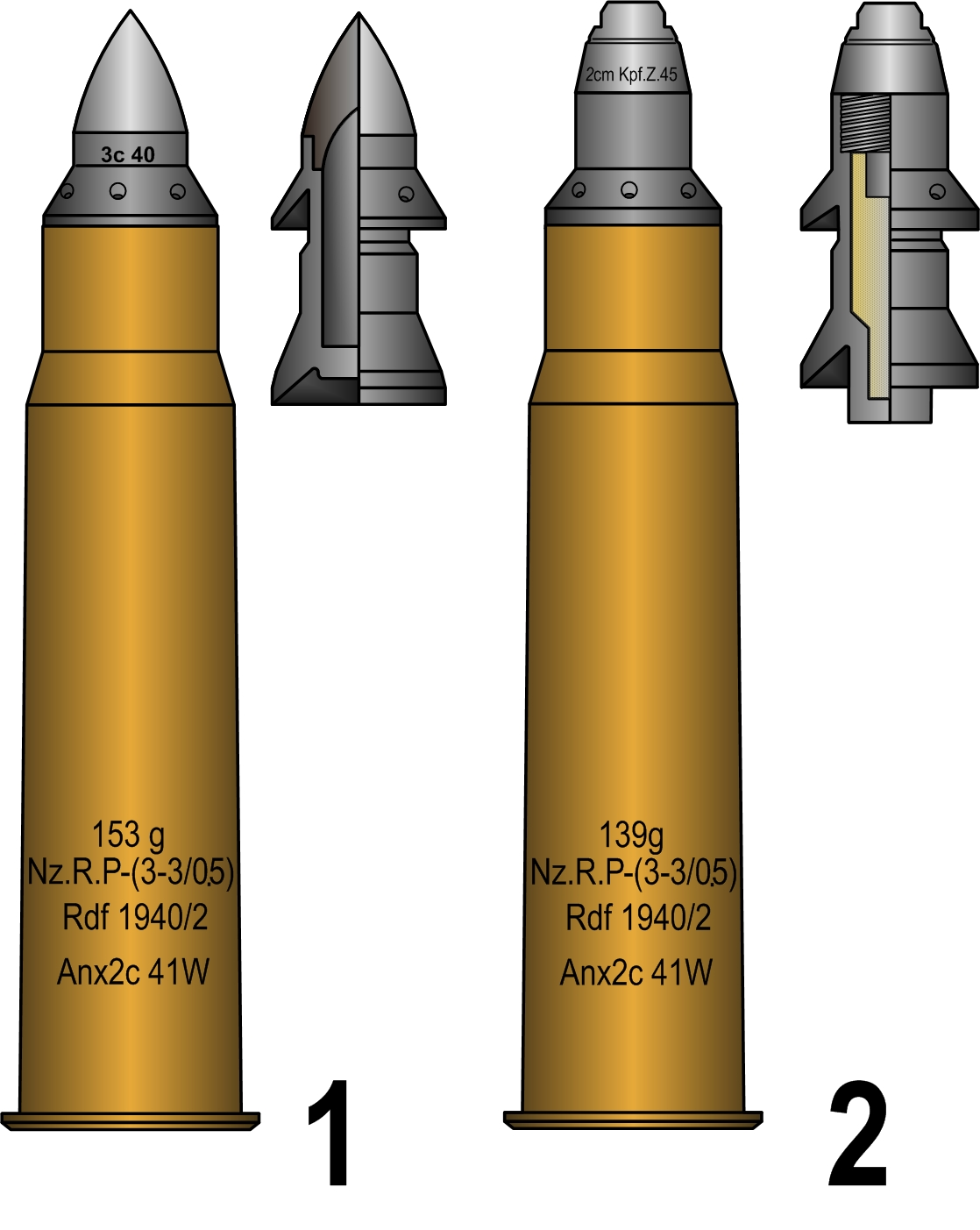
28/20 mm kaliber flänsprojektiler
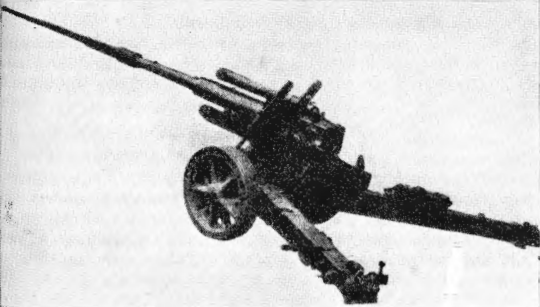
105/88 mm kaliber mynningsförträngare
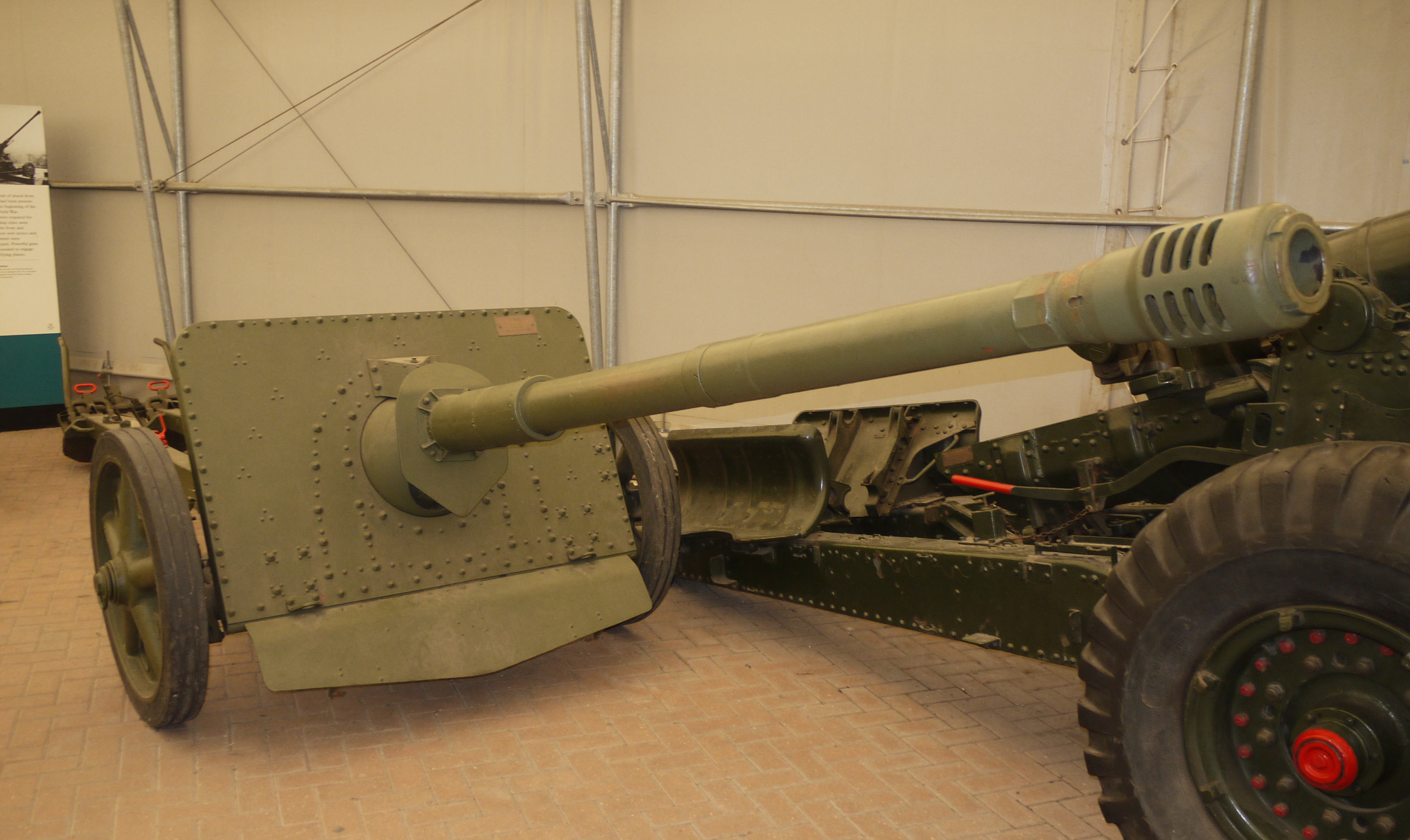
75/55 mm kaliber trångborrad kanon
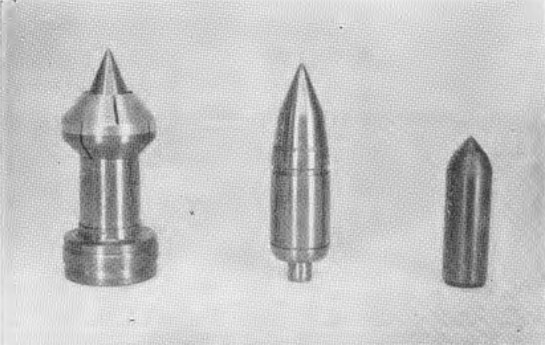
Rotationsstabiliserad drivspegelprojektil (kärnprojektil)
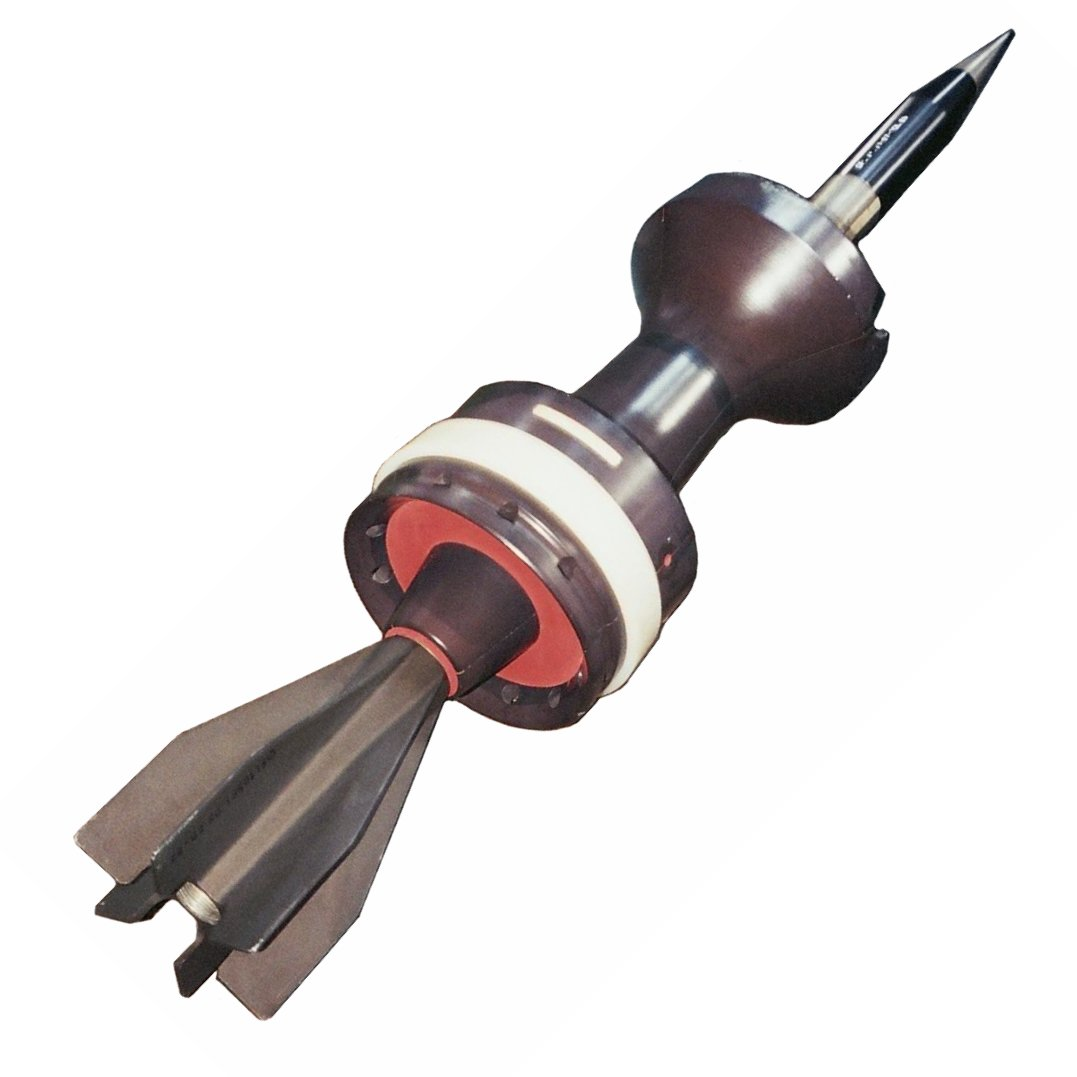
Fenstabiliserad drivspegelprojektil (pilprojektil)

## Exempel på svenska vapen till vilka det finns underkalibrig ammunition
- Bofors 37 mm pansarvärnskanon
- Bofors 40 mm automatkanon
- 10,5 cm kan strv 103
- 12 cm kan strv 122
- Prickskyttegevär 90